# Komyšuvacha (Záporožská oblast)
Komyšuvacha (ukrajinsky Комишуваха, rusky Камышеваха – Kamyševacha) je sídlo městského typu v Záporožské oblasti na Ukrajině. K roku 2014 měla přes pět tisíc obyvatel.

## Poloha a doprava
Komyšuvacha leží na pravém, severním břehu Kinsky, levého přítoku Kachovské přehrady na Dněpru. Prochází přes ni silnice ze zhruba třicet kilometrů jihovýchodně vzdáleného  Orichivu do přibližně třicet kilometrů severozápadně vzdáleného Záporoží, správního střediska oblasti. Také je zde nádraží na železniční trati ze Záporoží do Poloh.

## Dějiny
Obec byla založena v roce 1770. Sídlem městského typu je od roku 1957.

### Rodáci
- Ivan Samijlovyč Hrušeckyj (1904–1982), ukrajinský a sovětský politik